# تخصر شرياني وريدي
التخصر الشرياني الوريدي (بالإنجليزية: Arteriovenous nicking)‏ أو اختصار (بالإنجليزية: AV nicking)‏ هو ظاهرة يمكن التعرف عليها خلال فحص العين، وتتمثل في وجود شريان صغير (شُرين) يمر على وريد صغير (وُريد، مما يؤدي إلى اضغاط الوُريد مع وجود انتفاخ على جانبي موضع مرور الشرين. تحدث هذه الظاهرة بشكل أكثر شيوعا في أمراض العين الناجمة عن ارتفاع ضغط الدم (اعتلال الشبكية بفرط ضغط الدم).
يعتقد أن كلا من الشُرين والوُريد يتقاسمان غمدًا مشتركًا، ويضغط الجدر الأسمك للشرين علي الجدار الأقل سماكة للوُريد مما يؤدي إلى انهيار الوُريد. هذا يعطي للوُريد شكل الساعة الرملية حول موضع الضغط (الساعة الرملية تكون ضيقة من الوسط ومنتفخة من الجانبين). فيما تشير نظريات أخرى إلى أن هذه الظاهرة لا تنتج بسبب ضغط الشُرين على الوُريد ولكن بسبب السماكة التصلبية من الإثخان المتصلب أو بسبب تكاثر الخلايا الدبقية في موضع مرور الشرين.